# غوستاف باير
غوستاف باير (بالنرويجية البوكمول: Gustav Bayer)‏ هو لاعب جمباز فني نرويجي، ولد في 23 مارس 1895 في باروم في النرويج، وتوفي في 5 سبتمبر 1977.

## وصلات خارجية
- غوستاف باير على موقع أوليمبيديا (الإنجليزية)